# A Bahama-szigetek az 1964. évi nyári olimpiai játékokon
A Bahama-szigetek a japán Tokióban megrendezett 1964. évi nyári olimpiai játékok egyik részt vevő nemzete volt. Az országot az olimpián 2 sportágban 11 sportoló képviselte, akik összesen 1 érmet szereztek.

## Érmesek
| Érem  | Versenyző                   | Sportág    | Versenyszám |
| ----- | --------------------------- | ---------- | ----------- |
| Arany | Cecil Cooke Durward Knowles | Vitorlázás | Csillaghajó |

## Atlétika
Férfi
| Versenyző     | Versenyszám | Előfutam | Előfutam | Előfutam | Negyeddöntő | Negyeddöntő | Negyeddöntő | Elődöntő | Elődöntő | Elődöntő | Döntő   | Döntő    |
| Versenyző     | Versenyszám | Idő      | Hely.    | Össz.    | Idő         | Hely.       | Össz.       | Idő      | Hely.    | Össz.    | Idő     | Helyezés |
| ------------- | ----------- | -------- | -------- | -------- | ----------- | ----------- | ----------- | -------- | -------- | -------- | ------- | -------- |
| Tom Robinson  | 100 m       | 10,50    | 2.       | 4.**     | 10,38       | 1.          | 5.          | 10,22    | 3.       | 3.       | 10,57   | 8.       |
| George Collie | 100 m       | 10,90    | 5.       | 50.      | kiesett     | kiesett     | kiesett     | kiesett  | kiesett  | kiesett  | kiesett | kiesett  |
| George Collie | 200 m       | 21,91    | 5.       | 40.*     | kiesett     | kiesett     | kiesett     | kiesett  | kiesett  | kiesett  | kiesett | kiesett  |

| Versenyző        | Versenyszám | Selejtező | Selejtező | Döntő    | Döntő    |
| Versenyző        | Versenyszám | Eredmény  | Helyezés  | Eredmény | Helyezés |
| ---------------- | ----------- | --------- | --------- | -------- | -------- |
| Hartley Saunders | Hármasugrás | 14,59 m   | 29.       | kiesett  | kiesett  |

* - egy másik versenyzővel azonos időt ért el

** - két másik versenyzővel azonos időt ért el

## Vitorlázás
Nyílt
| Versenyző                                       | Versenyszám | Futam | Futam | Futam | Futam | Futam | Futam | Futam | Pontszám | Helyezés |
| Versenyző                                       | Versenyszám | 1     | 2     | 3     | 4     | 5     | 6     | 7     | Pontszám | Helyezés |
| ----------------------------------------------- | ----------- | ----- | ----- | ----- | ----- | ----- | ----- | ----- | -------- | -------- |
| Cecil Cooke Durward Knowles                     | Csillaghajó | 1331  | 632   | (101) | 553   | 1331  | 1331  | 486   | 5664     |          |
| Percival Knowles George Ramsay Robert Symonette | 5,5 méteres | 323   | (163) | 236   | 800   | 800   | 277   | 277   | 2713     | 9.       |
| Robert Eardley Basil Kelly Godfrey Kelly        | Sárkányhajó | (259) | 349   | 349   | 861   | 764   | 508   | 1463  | 4294     | 7.       |